# Tereza Baťhová
Tereza Baťhová (* 31. března 1993 Benešov) je česká reprezentantka v sedmičkovém a patnáctkovém ragby. 
V roce 2023 vybojovala s českou reprezentací Ragby VII třetí místo na Evropských hrách v Krakově.